# Ablonca
Ablonca Kálosa határában létezett falu az egykori Gömör vármegyében a mai Szlovákiában a Besztercebányai kerület, a Rimaszombati járásában.

## Fekvése
Kálosától nyugatra, a Lapony-hegy déli lejtőin feküdt.

## Története
Neve a szláv „jablanac” (almás) helynévből származik. Első írásos említése Pálóczi László országbíró 1449. február 14-én kelt, az egri káptalanhoz intézett levelében történt „Abloncz” alakban. A levél azután kelt, miután jelentették előtte Abloncz-i Miklós fiainak Jánosnak, Péternek és Domonkosnak, továbbá Péter fiának Istvánnak és Mihály fiainak Istvánnak, Antalnak és Jánosnak a nevében, hogy be akarják magukat vezettetni a Demeter fia Balás és György fia Péter birtokrészeiből kihasított, a leánynegyedet illető birtokrészekbe a gömörmegyei Abloncz birtokában. A 19. században már csak puszta volt. Fényes Elek szerint 5 katolikus és 21 református lakosa volt. Jó földekkel és makkos erdővel rendelkezett. Több földesura volt.